# Telamonia cristata
Telamonia cristata är en spindelart som beskrevs av George William Peckham och Elizabeth Maria Gifford Peckham 1907. Telamonia cristata ingår i släktet Telamonia och familjen hoppspindlar. Inga underarter finns listade i Catalogue of Life.